# 샤힌 아스마이예 FC
샤힌 아스마이예 FC(페르시아어: باشگاه فوتبال شاهین آسمایی)는 아프가니스탄 카불을 연고지로 하는 축구단으로, 현재 아프가니스탄 프리미어리그에서 활동하고 있다.
구단은 아프가니스탄 프리미어리그를 만들면서 2012년 8월에 창단되었으며, 소속 선수들은 Maidan-E-Sabz (Green Field")라는 리얼리티 방송을 통하여 선발되었다.
아프가니스탄 프리미어리그의 두 번째 시즌인, 2013년에 샤힌 아스마이예는 시무르그 알보르즈 FC를 이기고 우승을 차지하였다. 그들은 추가 시간에 3-1 승리를 거뒀다. 선수들은 카불의 열렬한 팬들에 응원과 함께 메달을 수여받았다.
구단의 명칭은 카불 근처에 있는 언덕을 칭하는 파슈토어인 아스마이예에서 전래되었다.

## 우승 경력
- 아프가니스탄 프리미어리그: 5
  - 2013, 2014, 2016, 2017, 2020

## 선수 명단

### 현역
참고: FIFA 자격 규정에 따라 소속된 국가대표팀 국기를 표시합니다. 선수는 복수의 FIFA 비회원국 국적을 가지고 있을 수 있습니다.
| 번호 | 포지션 | 국적 | 이름 |
| ---- | ------ | ---- | ---- |

| 번호 | 포지션 | 국적 | 이름 |
| ---- | ------ | ---- | ---- |